# Mr. Wendal
Mr. Wendal è un singolo del gruppo musicale statunitense Arrested Development, pubblicato nel 1992 come terzo estratto dal primo album in studio 3 Years, 5 Months and 2 Days in the Life Of....

## Successo commerciale
Il singolo ottenne successo a livello mondiale.

## Video musicale
Il videoclip è quasi interamente girato (salvo alcune eccezioni) in una fattoria.